# 검은꼬리쥐
검은꼬리쥐 또는 검은꼬리사슴쥐(Peromyscus melanurus)는 비단털쥐과에 속하는 설치류의 일종이다. 멕시코의 토착종이다.

## 분포 및 서식지
멕시코 토착종으로 오아하카주 시에라 마드레 델 수르 산맥의 태평양쪽 경사면에서 발견된다. 해발 700m와 1,900m 사이에서 서식한다.